# Pixley (Herefordshire)
Pour les articles homonymes, voir Pixley (homonymie).
Pixley est une paroisse civile et un village du Herefordshire, en Angleterre.